# Vlag van de Arabische Liga
De vlag van de Arabische Liga bestaat uit een groene banier met het zegel van de Arabische Liga. De tweeëntwintig schakels in de ketting vertegenwoordigen de tweeëntwintig leden van de Liga op het moment dat de vlag werd aangenomen. In het schrift staat de naam van de organisatie: "Liga van Arabische Staten".
Er zijn ook verschillende vlaggen voor de Arabische Liga, die meestal te zien zijn op topontmoetingen van de Arabische Liga: één, een vlag van de Arabische Liga in kleur omgekeerd met een witte achtergrond voor de voorzitter van de top, was duidelijk te zien op de top van de Arabische Liga in Beiroet (2002).
Oudere vlaggen van de Arabische Liga hebben de kettingen in rood of zwart, het Arabisch schrift in zwart of goud met groene of witte sikkels. Deze vlaggen werden meestal gebruikt in de jaren 1950 tot 1970.

## Geschiedenis
De vlag werd op 8 maart 1945 aangenomen als de nationale vlag van de organisatie. De maker van de vlag is onbekend. De vlag dient als officiële vlag voor Algerije, Bahrein, Comoren, Djibouti, Egypte, Irak, Jemen, Jordanië, Koeweit, Libanon, Libië, Marokko, Mauritanië, Oman, Palestina, Qatar, Saoedi-Arabië, Soedan, Somalië, Syrië, Tunesië, Verenigde Arabische Emiraten.

## Beschrijving
De vlag bevat een aangepaste versie van het embleem van de Arabische Liga, afgebeeld in het midden van de vlag op een groene achtergrond. De tweeëntwintig schakels van het embleem staan voor de tweeëntwintig landen die lid zijn van de Liga.

## Galerij

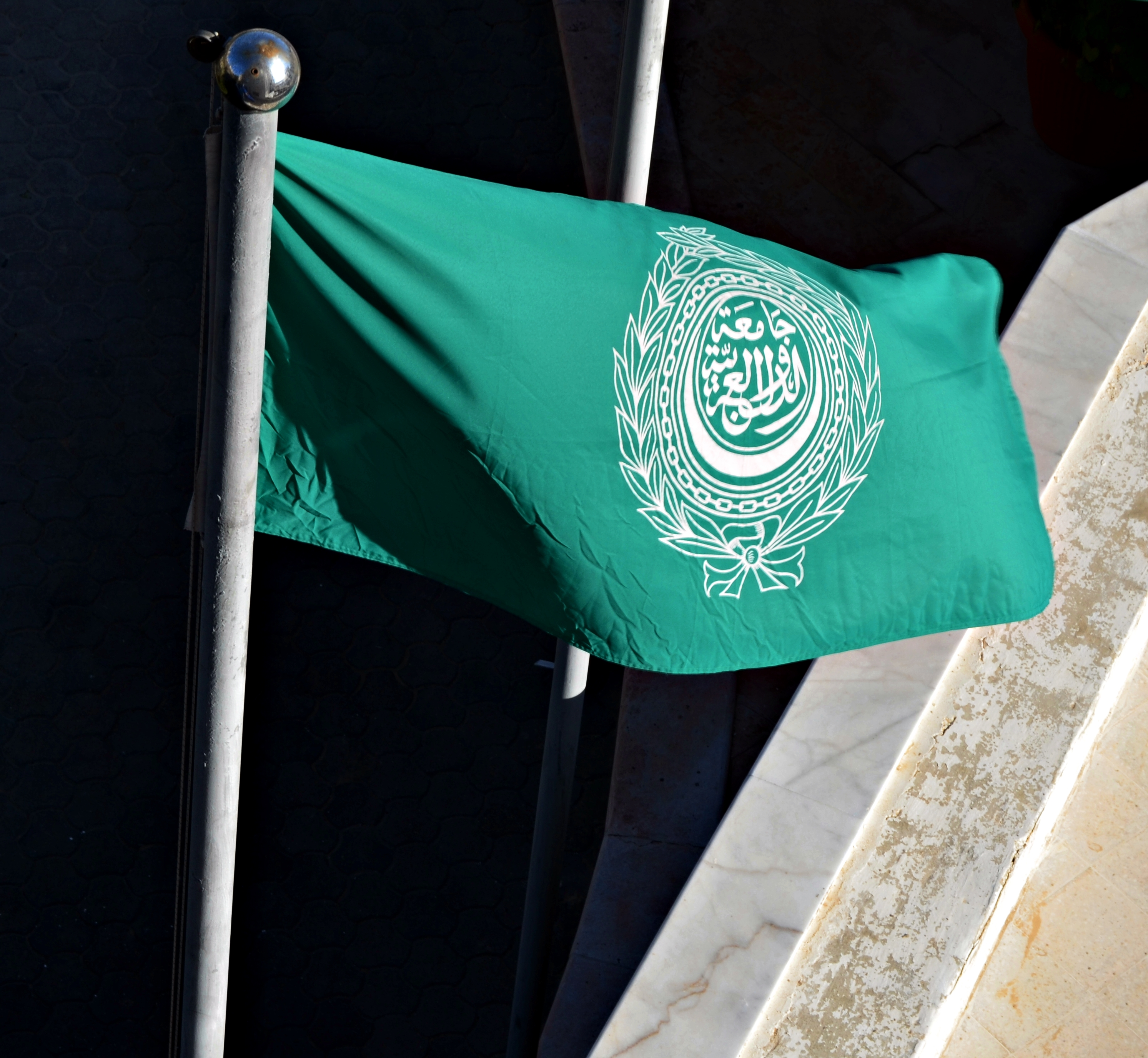
De vlag gehesen in Amman, Jordanië